# Mega Express Five
Le Mega Express Five est un ferry rapide du groupe Corsica Ferries - Sardinia Ferries. Construit de 1992 à 1993 par les chantiers Mitsubishi Heavy Industries de Shimonoseki pour la compagnie Marine Express sous le nom de Phoenix Express (フェニックス エキスプレス, Fenikkusu ekisupuresu), il est mis en service en juin 1993 sur les liaisons inter-îles japonaises entre Honshū et Kyūshū. Transféré en 2005 au sein de Miyazaki Car Ferry à la suite de la faillite de Marine Express, il sera revendu au groupe Corsica Ferries en 2006 à cause de son exploitation onéreuse. Transformé en profondeur durant presque trois ans, il sera reclassifié en tant que navire neuf. Il dessert depuis 2009 les lignes entre le continent français et italien vers la Corse et la Sardaigne.

## Histoire

### Origines et construction
En 1990, la compagnie japonaise Nippon Car Ferry, en difficultés financières, est acquise par la société Seacom. La nouvelle compagnie, renommée dans un premier temps Seacom Ferry, décide alors d'investir dans la construction de nouvelles unités afin de remplacer les navires actuellement en service entre les îles d'Honshū et de Kyūshū, dont la plupart datent des années 1970. La commande de deux navires rapides jumeaux destinés à remplacer les ferries Takachiho Maru et Mimitsu Maru entre Kawasaki et Hyūga est donc passée aux chantiers Mitsubishi Heavy Industries.
Prévus pour mesurer 170 mètres de long et jauger 11 500 UMS, les futurs navires affichent des dimensions bien plus imposantes que leurs prédécesseurs. Inspirée du modèle instauré entre autres par les compagnies Taiheiyō Ferry et Higashi Nihon Ferry à la fin des années 1980, la configuration des navires Seacom est davantage orientée vers le transport de fret avec un spacieux garage sur deux niveaux et occupant au total quatre étages pour une capacité de 100 remorques. Malgré une baisse de la capacité d'emport ramenée à 600 passagers, les locaux leur étant destinés sont prévus pour être bien plus confortables que les autres navires de la flotte avec des couloirs offrant une vue panoramique. En 1re classe, des cabines avec balcon sont même envisagées, ce que peu de ferries proposent encore aujourd'hui. La caractéristique la plus notable de ces navires réside cependant dans leur appareil propulsif, conçu pour atteindre des vitesses de 26 nœuds.
Le premier d'entre eux, baptisé Pacific Express est mis en service en novembre 1992. Cette même année, Seacom Ferry romps ses relations avec sa maison mère, entraînant son changement de nom en Marine Express. Le second navire, nommé Phoenix Express est mis sur cale à Shimonoseki le 21 août 1992 et lancé 29 janvier 1993. Les travaux de finition se poursuivent ensuite jusqu'en juin puis le navire est livré à Marine Express le 3 juin 1993.

### Service

#### Marine Express (1993-2005)
Le Phoenix Express est mis en service le 20 juin 1993 entre Kawasaki et Hyūga. Il remplace sur cet axe le Takachiho Maru et rejoint son sister-ship le Pacific Express inauguré un an auparavant. Naviguant à plus de 26 nœuds, le navire et son jumeau sont les plus rapides du Japon. Dès l'année suivante, les deux ferries réalisent également des rotations vers Miyazaki à la suite de l'aménagement des infrastructures du port.
Le 9 mai 2000, le car-ferry heurte par l'arrière une balise du port de Kawasaki alors qu'il effectuait sa manœuvre d'appareillage, occasionnant des dégâts mineurs.
À compter de 2002, le Phoenix Express réalise une escale sur l'île de Shikoku au cours de ses traversées vers Kyūshū. Le navire dessert ainsi Kōchi, au sud de l'île, lors de ses voyages vers Miyazaki mais dessert également Nachikatsuura dans la préfecture de Wakayama lorsqu'il navigue vers Hyūga.

#### Miyazaki Car Ferry (2005-2006)

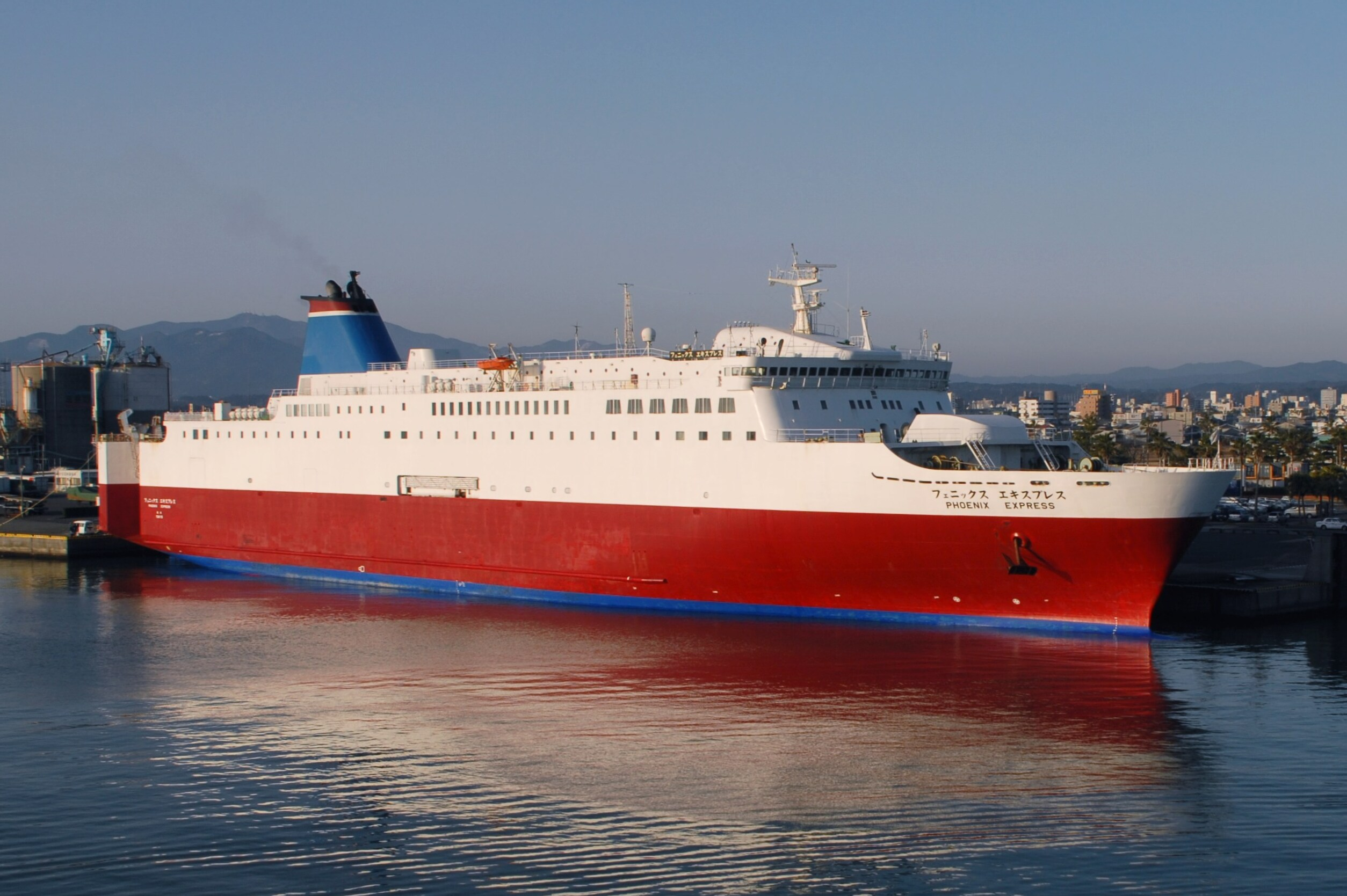
Le Phoenix Express à Miyazaki en 2006.

Le 15 juin 2005, les activités de Marine Express sont interrompues et la société est placée en liquidation judiciaire à la suite de graves difficultés financières. Une grande partie de ses actifs et de sa flotte, dont le Phoenix Express, sont transférés au sein de la nouvelle société Miyazaki Car Ferry. Le navire reprend la mer le 20 juin entre Ōsaka et Hyūga.
Avec l'augmentation du prix du carburant, l'exploitation du navire devient de plus en plus coûteuse, ses moteurs semi-rapides consommant en effet bien plus que la moyenne. Devant le coût élevé de son exploitation, le Phoenix Express est retiré du service le 30 avril 2006, entraînant la fermeture de la ligne de Hyūga.

#### Corsica Ferries - Sardinia Ferries (depuis 2006)
Le navire est vendu en septembre à la société italienne Forship S.p.A, filiale du groupe franco-italien Corsica Ferries - Sardinia Ferries. Les caractéristiques techniques du car-ferry sont en effet similaires à celles des autres navires de la flotte de l'armateur bastiais. Les caractéristiques commerciales sont en revanche inadaptées au marché européen, ce qui nécessitera une refonte d'ampleur. S'agissant du cinquième navire rapide acquis par la compagnie, celui-ci est renommé Mega Express Five le 29 septembre. Il quitte ce même jour le Japon pour rejoindre la Méditerranée.
Environ trois semaines après son départ, le Mega Express Five arrive au chantier naval Palumbo de Messine le 22 octobre. Les transformations, très importantes, portent sur une profonde modification des superstructures et l'ajout de plusieurs blocs à l'avant et à l'arrière. Les installations intérieures sont totalement réorganisées et de nouvelles cabines sont construites à la place d'une partie du garage.
Les travaux sont cependant stoppés courant 2008 à la suite d'un imbroglio avec le chantier naval sicilien. Le navire est alors remorqué afin d'être achevé à Gênes. Les transformations se poursuivent jusqu'en avril 2009, soit presque trois ans après la date d'acquisition du car-ferry. Les modifications sont cependant d'une qualité remarquable, si bien que le Mega Express Five est reclassifié comme navire neuf à sa sortie du chantier.

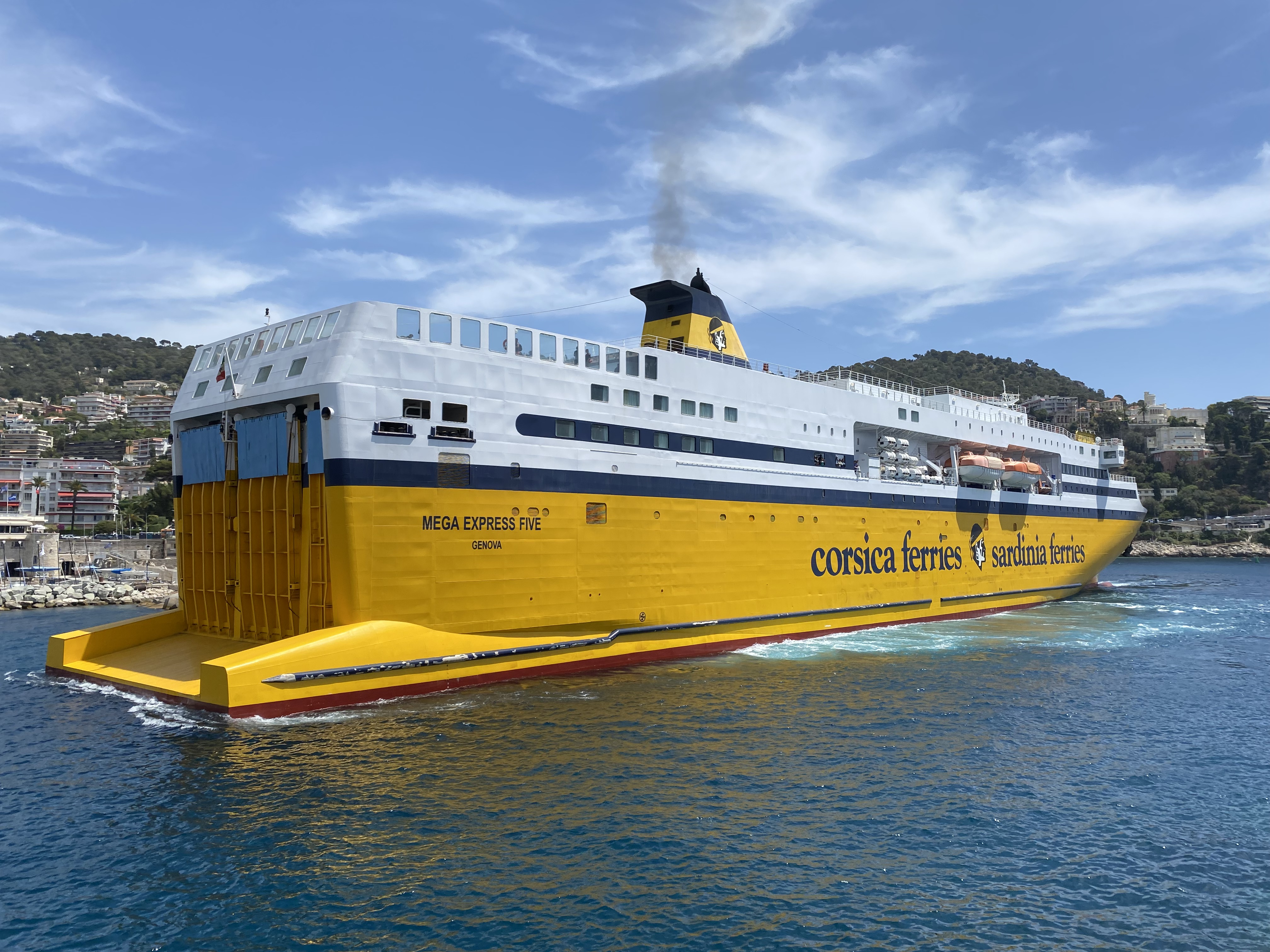
Le Mega Express Five à Nice.

Le navire débute ses rotations entre la Corse, l'Italie et la France continentale le 7 avril 2009. Le 9 avril, il est présenté au public à Toulon. L'arrivée de ce nouveau Mega Express permet à la compagnie d'assurer en permanence un départ chaque soir depuis Toulon vers Ajaccio et Bastia et vice-versa mais également d'augmenter de 17% les traversées en saison estivale,.
Le 31 mai 2014, il talonne un haut fond en sortant du port de L'Île-Rousse, une vibration anormale est ressentie par l'équipage qui, malgré tout, n'y prête pas plus attention. Le Mega Express Five assure alors quatre autres traversées jusqu'à ce que la voie d'eau occasionnée par la collision soit détectée et colmatée avec les moyens du bord avant que le navire ne prenne la route de La Spezia pour réparations, la coque ayant été enfoncée sur 50 mètres et fissurée. Cet incident provoque alors de vives réactions et une enquête est ouverte. Le rapport conclu à une négligence dans la conduite du navire, de la part du commandant et à un manquement d'information de la part de la direction de la compagnie.
Le 4 février 2021, le navire est immobilisé à Toulon en raison de la découverte de quatre cas positifs au Covid-19 parmi l'équipage. Conformément à la procédure, les autres marins sont placés à l'isolement et le car-ferry est aussitôt désinfecté et temporairement désarmé à Vado Ligure pour ne pas encombrer le port varois. Les tests réalisés sur les autres membres de l'équipage ne révéleront aucun nouveau cas.

## Aménagements
À l'origine, le Phoenix Express possédait 8 ponts. Si le navire s'étendait en réalité sur 10 ponts, deux d'entre eux étaient inexistants au niveau des garages afin de permettre au navire de transporter du fret. Du point de vue commercial, la numérotation des ponts débutait à partir du premier pont garage supérieur (correspondant au pont 3). Les locaux passagers occupaient les ponts 4 et 5 tandis que le pont 6 était consacré à l'équipage. Les ponts 0, 1 et 2 abritaient quant à eux les garages.
À la suite du rachat du navire et des transformations entreprises par le groupe Corsica Ferries en 2006, la configuration intérieure se voit profondément modifiée. Deux ponts sont ajoutés et la numérotation commerciale concorde désormais avec le nombre total d'étages. Les passagers occupent désormais les ponts 6, 7, 8 et 9 tandis que l'équipage est logé dans la quasi-totalité du pont 9. Concernant le garage, un car-deck amovible est ajouté (créant ainsi le pont 4, jusqu'ici inexistant) et le garage supérieur est raccourci sur sa hauteur pour permettre la création du pont 6.

### Locaux communs
À l'époque japonaise du navire, les passagers avaient à leur disposition un restaurant de 138 places, un bar-salon de 131 places et un petit salon avant situés au pont 5, ainsi qu'une boutique, des salles de jeux et deux sentō sur le pont 4. Les chauffeurs routiers avaient droit à des installations qui leur étaient spécialement dédiées comme une salle à manger au pont 5 et des sentō au pont 4.
Au cours des transformations de 2006-2009, la disposition des installations est totalement réorganisée, les passagers disposent désormais de trois espaces de restauration, d'un bar-salon et d'un bar-lido avec piscine.
Lors de l'arrêt technique du navire de 2017, les installations portent désormais un nom commun à tous les navires de la flotte.
Depuis lors, les installations du car-ferry sont organisés de la manière suivantes :
- Riviera Lounge, confortable bar-salon situé au milieu du pont 7 ;
- Lido Beach Bar, bar extérieur avec piscine à la poupe sur le pont 9 ;
- Dolce Vita, restaurant à la carte situé sur le pont 7 vers l'arrière du navire ;
- Yellow's, libre-service situé à la poupe au pont 7 proposant une cuisine classique ;
- Gusto, libre-service proposant une cuisine d'inspiration italienne sur le pont 8 ;
- Sweet Cafe, point de vente situé à proximité du Yellow's proposant des boissons chaudes et fraîches ainsi que diverses pâtisseries ;

En plus de ces installations, une boutique située sur le pont 7 est présente ainsi qu'une salle de jeux pour enfants et un espace d'arcade à proximité.

### Cabines
Du temps du Phoenix Express, les passagers étaient répartis en deux classes selon le niveau de confort de leurs installations. Ainsi, les passagers de première classe étaient logés dans douze chambres de deux lits situées à l'avant du pont 5. Toutes possédaient des sanitaires ainsi qu'un balcon privé et deux d'entre elles étaient des suites de confort supérieur.
Les passagers de seconde classe avaient le choix entre quatre chambres de style japonais sur le pont 5, dix chambres de style occidental sur le pont 4, dix-huit dortoirs de 18 places, un de 12 places, trois de 16 places et un de 75 places, également sur le pont 4. Les chauffeurs étaient quant à eux logés dans 11 chambres de six places.
Lors des travaux entrepris par le groupe Corsica Ferries, le type et la répartition des cabines est entièrement modifié. La totalité des cabines de seconde classe ainsi que les dortoirs sont supprimées et remplacées par 266 cabines privatives à quatre couchettes et avec sanitaires privés situées sur les ponts 6, 7 et 8. 10 cabines avec un grand lit à deux places sont également présentes sur le pont 8. Seules les anciennes cabines de première classe de l'époque japonaise ont été conservées, bien que leur décoration ait été modernisée. Les deux plus grandes ont quant à elles été transformées en appartements de luxe pouvant loger jusqu'à cinq personnes. Un salon fauteuils a également été ajouté à l'arrière du pont 6.

## Caractéristiques
Le Phoenix Express mesurait 170 mètres de long pour 25 mètres de large, son tonnage était de 11 578 UMS. Il pouvait embarquer 662 passagers et 90 véhicules dans un spacieux garage de 1 400 mètres linéaires de fret accessible par deux portes rampes latérales, l'une située à la proue du côté bâbord et l'autre à la poupe à tribord, ainsi qu'une porte arrière.
Le Mega Express Five mesure à présent 177,7 mètres de long et son tonnage est de 28 338 UMS. Le navire peut accueillir 1 965 passagers et possède un garage pouvant contenir 560 véhicules répartis sur quatre niveaux. Le garage est accessible par deux portes rampes situées à la poupe, une troisième de plus petite taille également située à la poupe permet aux passagers piétons de directement rejoindre la réception du navire située au pont 6.
La propulsion du Mega Express Five est assurée par deux moteurs diesels Pielstick-Nippon Kokan 14PC4-2V développant une puissance de 33 980 kW entrainant deux hélices faisant filer le bâtiment à une vitesse de 26 nœuds. Le navire possède quatre embarcations de sauvetage de grande taille, une embarcation semi-rigide de secours et plusieurs radeaux de sauvetage. À l'origine, le Phoenix Express ne possédait que des radeaux de sauvetage et une embarcation semi-rigide, les embarcations de grande taille ont été ajoutées lors de la refonte à Messine.

## Lignes desservies
Pour le compte de Marine Express, de 1993 à 2005, le Phoenix Express a relié les îles d'Honshū et Kyūshū sur les lignes Kawasaki - Hyūga, Kawasaki - Miyazaki à partir de 1994, Kawasaki - Kōchi - Miyazaki et Kawasaki - Nachikatsuura - Hyūga à compter de 2002. Transféré au sein de Miyazaki Car Ferry en 2005, il est employé entre Ōsaka et Miyazaki jusqu'en 2006.
Depuis 2009, le navire effectue les lignes du groupe Corsica Ferries entre le continent français et italien vers la Corse et la Sardaigne en traversée de nuit mais aussi de jour, principalement depuis Toulon vers Bastia, Ajaccio et L'Île-Rousse ainsi que Porto-Vecchio depuis 2016, mais également au départ de Nice, Savone, Livourne et plus récemment Piombino. Le navire est parfois affecté vers Golfo Aranci et Porto Torres depuis Livourne, Piombino, Toulon ou Nice. En 2019, le car-ferry a occasionnellement navigué vers la Sicile entre Toulon et Trapani.